# 3-Idrossifenazepam
Il 3-idrossifenazepam è uno psicofarmaco appartenente alla categoria delle benzodiazepine con proprietà ipnotiche, sedative, ansiolitiche e anticonvulsivanti. È un metabolita attivo sia del fenazepam, sia del cinazepam. Rispetto al fenazepam, il 3-idrossifenazepam ha proprietà miorilassanti ridotte, ma è pressoché equivalente alle altre benzodiazepine.